# 벌컨산

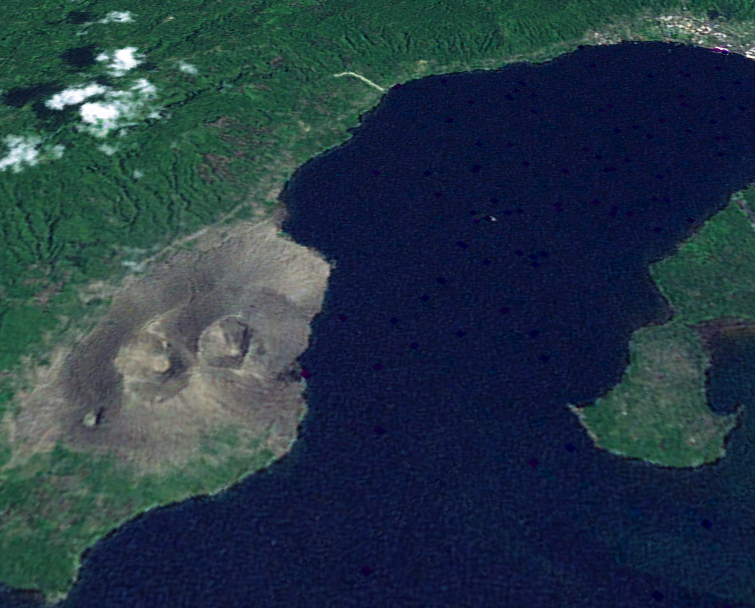
벌컨 산(왼쪽)

벌컨산(Vulcan Volcano)은 파푸아뉴기니의 라바울 인근에 있는 화산으로, 일본어로는 니시부키 산이다. 이 산은 풀이 덮여있으며 지금은 화구 안까지 풀이 덮여있다.
이곳은 1878년에 형성되었으며 1994년에는 라바울의 타부르부르 산과 함께 동시에 분화가 일어나면서 5m이상의 강회가 발생하여
라바울은 큰 피해를 입었다. 그 흔적이 지금까지도 남아있다.

## 화산의 분화 연도
- 1878년에 라바울 인근의 화산이 폭발하면서 이곳이 형성되었다. 그 이후엔 1994년까지 휴식.
- 1994년에 라바울의 타부르부르 산과 함께 폭발하면서 강회류 발생.

## 1994년의 분화
1994년에 이 산이 근처의 타부르부르 산과 함께 동반 분출하면서 5명의 사망자가 나오고 라바울은 처참하게 파괴되었다. 이렇게 화산이 동반분출을 하는 경우는 드물며 이 분화는 화산 폭발 지수 4에 해당하는 대분화였다. 그 후로 벌컨 산은 다시 휴식기에 들어갔지만 타부르부르 산은 지금도 꾸준히 분화하고 있다.

## 벌컨 산의 특징
벌컨 산은 옛날에는 화구에 풀이 없었지만 나중에 풀이 생겼다.